# Il mondo della luna (Haydn)

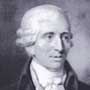
Òpera buffa de Haydn

Il mondo della luna (El món de la Lluna), Hob. 28/7, és una òpera de Joseph Haydn, amb llibret escrit per Carlo Goldoni l'any 1750, representada per primera vegada a Esterháza, Hongria, el 3 d'agost de 1777. El llibre de Goldoni havia estat utilitzat anteriorment per sis altres compositors, el primer d'ells fou Baldassare Galuppi al carnaval de Venècia l'any 1750. Després Haydn, músic titular de la cort dels Esterházy, va estrenar-hi, la seva versió operística, el dramma giocoso Il mondo della lluna, que va ser representat durant les festes de celebració de les noces del Comte Nikolaus Esterházy, el fill més jove del mecenes de Haydn, el Príncep Nikolaus Esterházy, i de la Comtessa Maria Anna Wissenwolf. A vegades ha estat interpretat com un singspiel amb el nom de Die Welt auf dem Monde.
S'estrenà al Teatre del Palau Esterházy d'Esterház el 3 d'agost de 1777. A Catalunya es va estrenar a la sala del Palau de les Nacions de Barcelona (actual Palau de Congressos) el 14 de maig de 1964. El 2004 es va representar al Teatre Lliure de Barcelona, dintre de la temporada del Gran Teatre del Liceu.
L'obra podria ser considerada com un dels primers exemples de ciència-ficció a l'òpera del segle xviii.

## Argument
El dramma giocoso Il mondo della lluna, on es ridiculitzen els vicis i defectes de la societat de la seva època, és un divertit complot per aconseguir que el ric i ingenu Buonafede doni el seu consentiment a les noces de les seves filles amb els seus espavilats pretendents, fent-li creure que és transportat a la lluna.

## Personatges
| Personatge                             | Tipus de veu       | Elenc 3 d'agost 1.777 Director: Joseph Haydn |
| -------------------------------------- | ------------------ | -------------------------------------------- |
| Ecclitico, astròleg                    | tenor              | Guglielmo Jermoli                            |
| Ernesto, un cavaller                   | contralto castrato | Pietro Gherardi                              |
| Buonafede                              | baix               | Benedetto Bianchi                            |
| Clarice, filla de Buonafede            | soprano            | Catarina Poschwa                             |
| Flaminia, una altra filla de Buonafede | soprano            | Marianna Puttler                             |
| Lisetta, dona de Buonafede             | mezzo-soprano      | Maria Jermoli                                |
| Cecco, criat d'Ernesto                 | tenor              | Leopold Dichtler                             |
| Quatre estudiants i un noble           |                    |                                              |

L'òpera està escrita per corda, 2 oboès, 2 corns anglesos, 2 trompetes, 2 fagots, timbals i baix continu.

## Trama

### Acte 1
A la terrassa de la casa del boig astròleg Ecclitico; un torre d'observació amb un telescopi. Lluna plena amb cel estrellat.
Ecclitico i els seus quatre estudiants canten un himne a la lluna i Ecclitico venta a l'estúpid- tal com Buonafede que apareix. Buonafede no sap què és la lluna. ecclitico l'hi explica que a través del seu poderós telescopi podrà veure la superfície transparent i veurà a través de les cases i serà capaç d'espiar a les dones mentrestant es desvesteixen abans d'anar a dormir. Buonafede decideix veure la lluna a través del telescopi mentre que els deixebles d'Ecclitico passen caricatures per davant de la lent del telescopi. L'engany té èxit: Buonafede descriu el que pensa haver vist: una dona bonica acariciant a un home vell, un marit a punt de castigar la seva dona per la seva infidelitat i un home que domina a la seva amant. Recompensa a Ecclitico amb un grapat de monedes i parteix.
Sol, Ecclitico reflexiona que no vol els diners de l'home vell, sinó casar-se amb la seva filla Clarice. Ernesto, un noble enamorat de Flaminia, la germana de Clarice i el seu criat Cecco (enamorat de la criada de Buonafede, Lisetta) es troben amb Ecclitico. Buonafede té intenció de casar-les amb rics pretendents.
Ecclitico assegura a Ernesto i Cecco que amb pocs diners tots els seus problemes seran resolts. A l'aria "Begli occhi vezzosi", Ernesto cantarà sobre els ulls de Faminia i espera impacient al dia que estaran junts. Cecco, esta convençut de que tothom juga jocs i destaca la comèdia de la vida.
A una habitació de la casa de Buonafede
Les germanes Clarice i Flaminia somien escapar del seu tirànic pare. Flaminia, reconeixerà que encara que la raó ha de dominar l'ànima, quan l'amor apareix pren el control de tot. Buonafede ridiculitza la tossudesa de Clarice però ell respon que ella mateixa trobarà un marit per a ella si ell no és capaç d'aconseguir-ne un per a ella. Les dues germanes presenten una dualitat: Clarice is de la terra i les seves àries estan plenes de pragmatisme. Buonafede invita a Lisetta per parlar-l'hi de les imatges que ha vist a través del telescopi per així aconseguir-la. Interessada pels seus diners, ella l'hi assegura el seu amor, la seva fidelitat i les seves virtuts, negant les imatges del telescopi. Ecclitico arriba i conta a Buonafede que l'emperador de la Lluna l'ha convidat a la seva cort. Ha de beure un elixir que el transportarà a la Lluna. Buonafede temptat per anar a la Lluna beu l'elixir i cau dormit somiant que viatja a la Lluna. Clarice i Lisetta pensen que és mort, consolant-se després amb l'herència que rebran.

### Acte 2
Al jardí d'Ecclitico, decorat per fer creure a Buonafede que està a la Lluna
Ecclitico i Ernesto discuteixen sobre l'argument de l'engany. Buonafede creurà estar a la Lluna. S'entretendrà mirant un ballet i serà vestit amb un elegant portèri. Ecclitico l'hi diu que arribaran les seves filles i els seus criats. Les costums lunars determinen que el comportament de la dona ha de ser dòcil. Cecco apareix vestida d'Emperador de la Lluna, amb Ernesto vestit d'estrella. Buonafede, encantat amb la seva vida a la Lluna, és entretingut amb un altre ballet. Lisetta entrarà i Buonafede l'intentarà conquistar, però Cecco l'hi demanarà de convertir-se l'Emperatriu de la Lluna. Lisetta, que no estava gaire enterada de la trama, es mostrarà confusa al principi. Després arribaran les dues germanes i faran un homenatge a través d'una cerimònia sense sentit. Flaminia partirà amb Ernesto i Clarice amb Ecclitico, mentre Cecco prepara la coronació de Lisetta. Amb la confusió de la mascarada, Buonafede és enganyat per beneir els tres matrimonis, adonant-se massa tard que ha estat enganyat.

### Acte 3
Una habitació a la casa d'Ecclitico
Els conspiradors, vestits amb normalitat han tancat a Buonafede a la seva pròpia casa, amb la condició que per ser lliure haurà de perdonar-los a tots. Finalment, accepta.
Una nit estrellada amb lluna plena
Clarice i Ecclitico canten sobre el seu amor mentre que Buonafede es penedeix del seu comportament acabant amb una celebració i alegria per a tots.